# Werfer-Länderkampf der Männer 1988 Italien – BR Deutschland / BR Deutschland – Spanien / BR Deutschland – Tschechoslowakei / BR Deutschland – Ungarn
| 3./4./5./6. Leichtathletik-Länderkampf mit bundesdeutscher Beteiligung 1988                                               | 3./4./5./6. Leichtathletik-Länderkampf mit bundesdeutscher Beteiligung 1988 |
| --- | --------------------------------------------------------------------------- |
| |                                                                             |
| Werfervergleiche der Männer: Italien – BR Deutschland – Spanien BR Deutschland – Tschechoslowakei BR Deutschland – Ungarn |                                                                             |
| Austragungsort | Forlì                                                                       |
| Wettbewerbe | 4                                                                           |
| Datum | 21./22. Mai                                                                 |
| 1. FRG 2. ITA | 27 Punkte 17 Punkte                                                         |
| 1. FRG 2. ESP | 31 Punkte 12 Punkte                                                         |
| 1. FRG 2. CSK | 30 Punkte 14 Punkte                                                         |
| 1. HUN 2. FRG | 23 Punkte 21 Punkte                                                         |
| Chronik |                                                                             |
| ← CSK-FRG-GBR-POL- 00SUI-HUN Geher (F)                                                                                    | ITA-FRG/FRG-ESP/FRG-00 CSK/FRG-HUN Werfer (F) →                             |

Die dritte Veranstaltung im Rahmen des Länderkampfjahres 1988 umfasste vier Länderbegegnungen gleichzeitig. In den Vergleichen drei bis sechs traten die bundesdeutschen Werfer in gemeinsamem Wettkampf mit getrennter Wertung gegen Italien, Spanien, Tschechoslowakei und Ungarn an. Die Wettbewerbe wurden am 21./22. Mai in der norditalienischen Stadt Forlì ausgetragen. Gegen Italien hatte es in vier vorangegangenen Begegnungen vier Siege gegeben. Auf Spanien und die Tschechoslowakei waren die bundesdeutschen Werfer bisher noch nicht getroffen. Gegen Ungarn hatte Deutschland die einzige Werferbegegnung im Vorjahr siegreich bestritten.
Auch die Werferinnen bestritten parallel am selben Ort vier Länderkämpfe mit Gegnerinnen aus denselben Ländern.

## Modus
Ausgetragen wurden die vier olympischen Wettbewerbe aus dem Bereich Wurf/Stoß. Je Land und Wettbewerb starteten zwei Teilnehmer. Die Punkte wurden nach der üblichen Standardwertung für Länderkampfe mit zwei Nationen vergeben.

## Ergebnis
Im Kugelstoßen lagen die ungarischen und italienischen Vertreter jeweils vor den bundesdeutschen Athleten. Die Vergleiche mit der Tschechoslowakei und Ungarn gingen dagegen beide an die Bundesrepublik. Im Diskuswurf bezwangen die bundesdeutschen Werfer alle vier Gegnerländer deutlich. Im Hammerwurf gelang es Ungarn, mehr Punkte zu sammeln als die Bundesrepublik, die anderen drei Länder mussten sich der Bundesrepublik hier geschlagen geben. Im Speerwurf waren die deutschen Teilnehmer wie beim Diskuswurf das überlegene Team mit klaren Erfolgen in den vier Vergleichen.
Die Länderkampfwertungen endeten mit drei deutlichen bundesdeutschen Siegen und einer knappen Niederlage:
- Sieg gegen Gastgeber Italien mit 27 zu 17 Punkten
- Sieg gegen Spanien mit 31 zu 12 Punkten
- Sieg gegen die Tschechoslowakei mit 30 zu 14 Punkten
- knappe Niederlage gegen Ungarn mit 21 zu 23 Punkten

## Legende
Kurze Übersicht zur Bedeutung der Symbolik – so üblicherweise auch in sonstigen Veröffentlichungen verwendet:
| NMH | keine Höhe (No Mark)  |
| ogV | ohne gültigen Versuch |

## Resultate

### Kugelstoßen
| Platz | Athlet            | Land | Weite (m) | Länderkampfwertung | Länderkampfwertung |
| ----- | ----------------- | ---- | --------- | ------------------ | ------------------ |
| 01    | Zsigmond Ladányi  | HUN  | 19,18     | 1. ITA 2. FRG      | 7 P 4 P            |
| 02    | László Szabó      | HUN  | 18,90     | 1. ITA 2. FRG      | 7 P 4 P            |
| 03    | Marco Montelatici | ITA  | 18,61     | 1. ITA 2. FRG      | 7 P 4 P            |
| 04    | Oliver Dück       | FRG  | 18,14     | 1. FRG 2. ESP      | 8 P 3 P            |
| 05    | Giovanni Tubini   | ITA  | 17,54     | 1. FRG 2. ESP      | 8 P 3 P            |
| 06    | Josef Lacika      | CSK  | 16,88     | 1. FRG 2. CSK      | 7 P 4 P            |
| 07    | Rolf Danneberg    | FRG  | 16,82     | 1. FRG 2. CSK      | 7 P 4 P            |
| 08    | Martin Vara       | ESP  | 16,48     | 1. HUN 2. FRG      | 8 P 3 P            |
| 09    | Maltas Jiminez    | ESP  | 15,50     | 1. HUN 2. FRG      | 8 P 3 P            |
| 10    | Tomáš Panáček     | CSK  | 14,38     | 1. HUN 2. FRG      | 8 P 3 P            |

### Diskuswurf
| Platz | Athlet            | Land | Weite (m) | Länderkampfwertung | Länderkampfwertung |
| ----- | ----------------- | ---- | --------- | ------------------ | ------------------ |
| 01    | Rolf Danneberg    | FRG  | 66,04     | 1. FRG 2. ITA      | 8 P 3 P            |
| 02    | Imrich Bugár      | CSK  | 63,82     | 1. FRG 2. ITA      | 8 P 3 P            |
| 03    | Alois Hannecker   | FRG  | 61,84     | 1. FRG 2. ITA      | 8 P 3 P            |
| 04    | Attila Horváth    | HUN  | 60,68     | 1. FRG 2. ESP      | 8 P 2 P            |
| 05    | Stanislav Kovář   | CSK  | 58,16     | 1. FRG 2. ESP      | 8 P 2 P            |
| 06    | Marco Martino     | ITA  | 57,86     | 1. FRG 2. CSK      | 7 P 4 P            |
| 07    | József Ficsór     | HUN  | 55,48     | 1. FRG 2. CSK      | 7 P 4 P            |
| 08    | Louis Lizas Sainz | ESP  | 53,28     | 1. FRG 2. HUN      | 8 P 3 P            |
| 09    | Luigi De Santis   | ITA  | 52,90     | 1. FRG 2. HUN      | 8 P 3 P            |
| NMH   | David Martinez    | ESP  | ogV       | 1. FRG 2. HUN      | 8 P 3 P            |

### Hammerwurf
| Platz | Athlet            | Land | Weite (m) | Länderkampfwertung | Länderkampfwertung |
| ----- | ----------------- | ---- | --------- | ------------------ | ------------------ |
| 01    | Tibor Gécsek      | HUN  | 78,36     | 1. FRG 2. ITA      | 7 P 4 P            |
| 02    | Imre Szitás       | HUN  | 76,46     | 1. FRG 2. ITA      | 7 P 4 P            |
| 03    | Norbert Radefeld  | FRG  | 75,14     | 1. FRG 2. ITA      | 7 P 4 P            |
| 04    | Enrico Sgrulettt  | ITA  | 71,58     | 1. FRG 2. ESP      | 7 P 4 P            |
| 05    | Francisco Fuentes | ESP  | 71,52     | 1. FRG 2. ESP      | 7 P 4 P            |
| 06    | Marc Odenthal     | FRG  | 70,60     | 1. FRG 2. CSK      | 8 P 3 P            |
| 07    | Lucio Serrani     | ITA  | 69,52     | 1. FRG 2. CSK      | 8 P 3 P            |
| 08    | Pavel Sedláček    | CSK  | 68,18     | 1. HUN 2. FRG      | 8 P 3 P            |
| 09    | Miroslav Vrican   | CSK  | 66,70     | 1. HUN 2. FRG      | 8 P 3 P            |
| 10    | Raúl Jimeno       | ESP  | 61,70     | 1. HUN 2. FRG      | 8 P 3 P            |

### Speerwurf
| Platz | Athlet           | Land | Weite (m) | Länderkampfwertung | Länderkampfwertung |
| ----- | ---------------- | ---- | --------- | ------------------ | ------------------ |
| 01    | Peter Blank      | FRG  | 77,26     | 1. FRG 2. ITA      | 8 P 3 P            |
| 02    | Tamás Bulgar     | HUN  | 76,80     | 1. FRG 2. ITA      | 8 P 3 P            |
| 03    | Andreas Linden   | FRG  | 74,46     | 1. FRG 2. ITA      | 8 P 3 P            |
| 04    | Fabio De Gaspari | ITA  | 72,88     | 1. FRG 2. ESP      | 8 P 3 P            |
| 05    | Agostino Ghesini | ITA  | 72,36     | 1. FRG 2. ESP      | 8 P 3 P            |
| 06    | Libor Kverek     | CSK  | 70,58     | 1. FRG 2. FRG      | P P                |
| 07    | Robert Sklenář   | CSK  | 69,20     | 1. FRG 2. FRG      | P P                |
| 08    | Julián Sotelo    | ESP  | 69,20     | 1. FRG 2. HUN      | 7 P 4 P            |
| 09    | László Stefan    | HUN  | 67,20     | 1. FRG 2. HUN      | 7 P 4 P            |
| 10    | Antonio Lago     | ESP  | 65,26     | 1. FRG 2. HUN      | 7 P 4 P            |